# Új Arbat utca
Az Új Arbat utca (oroszul Ulica Novij Arbat, Улица Новый Арбат) Moszkvának az 1960-as években épült sugárútja, aminek neve 1963-tól a rendszerváltásig Kalinyin proszpekt (проспект Калинина) volt. A moszkvai Központi közigazgatási körzetben, azon belül az Arbat kerületben fekszik. A legbelső moszkvai körúttól, a Bulvarnoje kolcotól indul nyugat felé a Moszkva folyóig, és azon túl a Kutuzovszkij proszpektben folytatódik. Évtizedeken át Moszkva egyik legmodernebb sugárútjának számított. Egységes stílusú, hatalmas, modern épületei különlegessé és a város egyik fő látványosságává teszik.

## Története
Már Moszkva 1935-ben elkészült általános városfejlesztési tervében szerepelt egy sugárút nyitása (munkaelnevezése már akkor Novij Arbat volt) az Arbat negyeden át a város nyugati részében épült új lakónegyedek felé, párhuzamosan a régi Arbat utcával, egyúttal tehermentesítve azt. A második világháború után azonban csak a hatvanas években tértek vissza ehhez a tervhez, és az új utat Mihail Ivanovics Kalinyinról nevezték el, aki 1919-től egészen haláláig, 1946-ig töltötte be a szovjet állam (az idők során különbözőképpen nevezett) protokolláris államfői posztját. (Hivatalosan proszpekt Kalinyina volt az út neve, de gyakran Kalinyinszkij proszpektnek is nevezték). A közbeszédben az utca legfontosabb szakaszát, az Arbatszkaja tér és a Szadovoje kolco között, legtöbbször Novij Arbatnak, új Arbatnak hívták. Az új sugárút és környezete megépítése során több korábbi kis köz és tér eltűnt a moszkvai térképekről.
1991-ben a Gorbacsov elleni kommunista puccskísérlet idején az akkori proszpekt Kalinyina és a Szadovoje kolco kereszteződésében lévő aluljáróban a puccsisták páncélozott járműveikkel három kormánypárti aktivistát halálra gázoltak. Emléküket az aluljáró feletti hídon felirattal örökítették meg.

## Építészete
Az Új Arbat legjellegzetesebb szakasza, az Arbatszkaja tér és a Szadovoje kolco között, az épületektől egészen az utcabútorzatig és a reklámokig terjedően egységes tervek alapján épült 1962 és 1968 között.
A főútvonal páros, északi oldalát öt szabadon álló 24 emeletes lakóépület szegélyezi, mindegyikben 176 lakással, amelyet magas állású szovjet tisztségviselők és értelmiségiek között osztottak ki. Az épületek alsó két szintjét üzletek és kávézók foglalták el. A toronyépületek közötti kétszintes kereskedelmi épületek még jobban kiemelték a lakótornyok magasságát.
Az út déli, páratlan számozású oldalán négy 26 emeletes hivatali épületet emeltek, amelyek sztülobatész jellegű alacsony összekötő építményből emelkedtek ki. Ez utóbbiak a két felszín alatti és két felszín feletti szintjén a hivatali épületek fogadó és kiszolgáló egységeit, valamint kereskedelmi létesítményeket helyeztek el. Az építészeti és gépészeti megoldások a kor élenjáró technikai szintjét képviselték. Az egész épületsor alatt, egy kilométer hosszban, kilenc méter szélességben a kereskedelmi egységek ellátása céljára szervizalagutat építettek, ahová a mellékutcákról nyíltak a bejáratok.
Az útszakasz különlegessége az az Oszlopos Simeonról elnevezett, 17. századi kis pravoszláv templom, amit az első toronyépület előterében megőrizve érdekes kontrasztot teremtettek az akkor még nagyon modernnek számító új épületekkel.

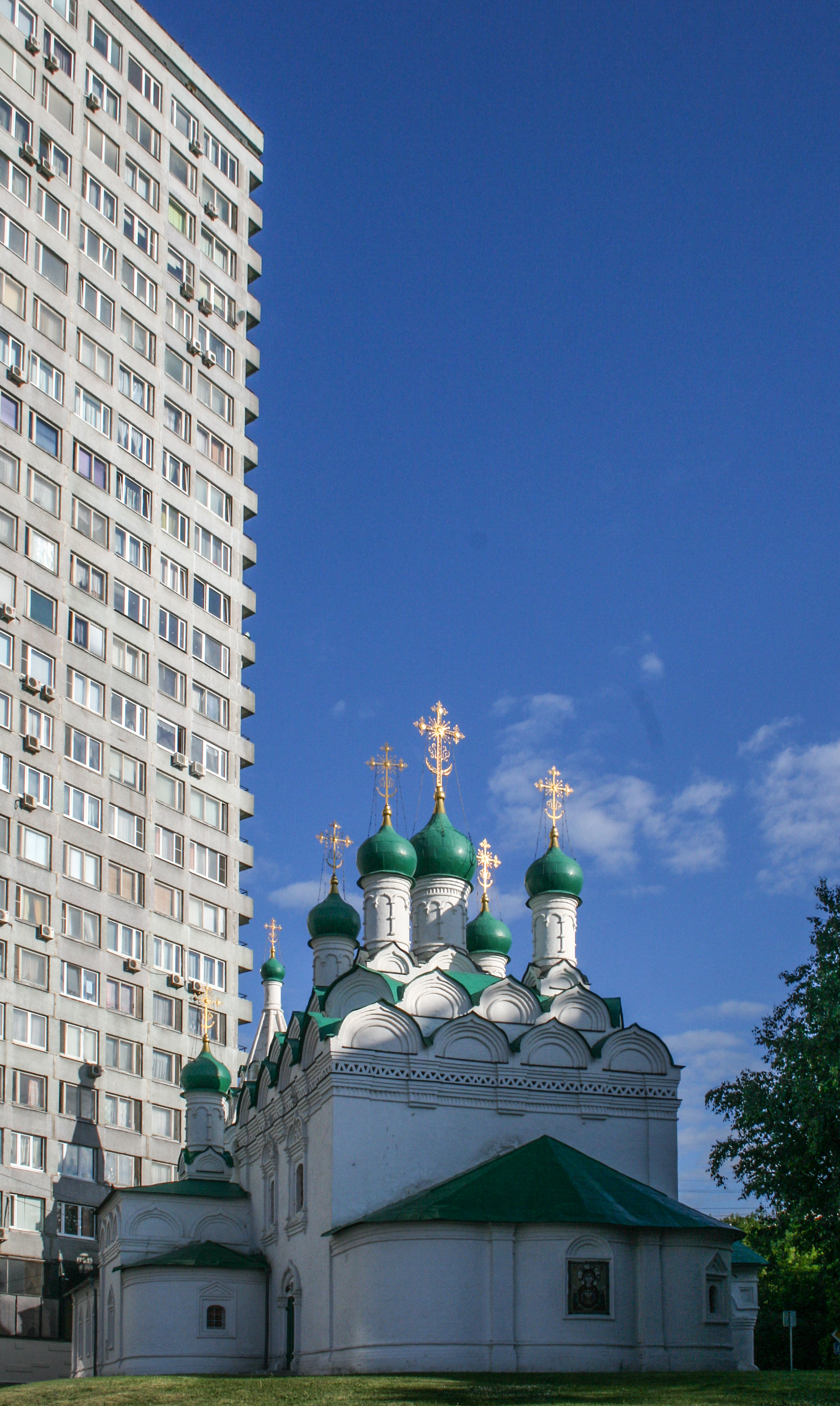
Oszlopos Simeon temploma az Új Arbat elején, az első lakóépület tövében
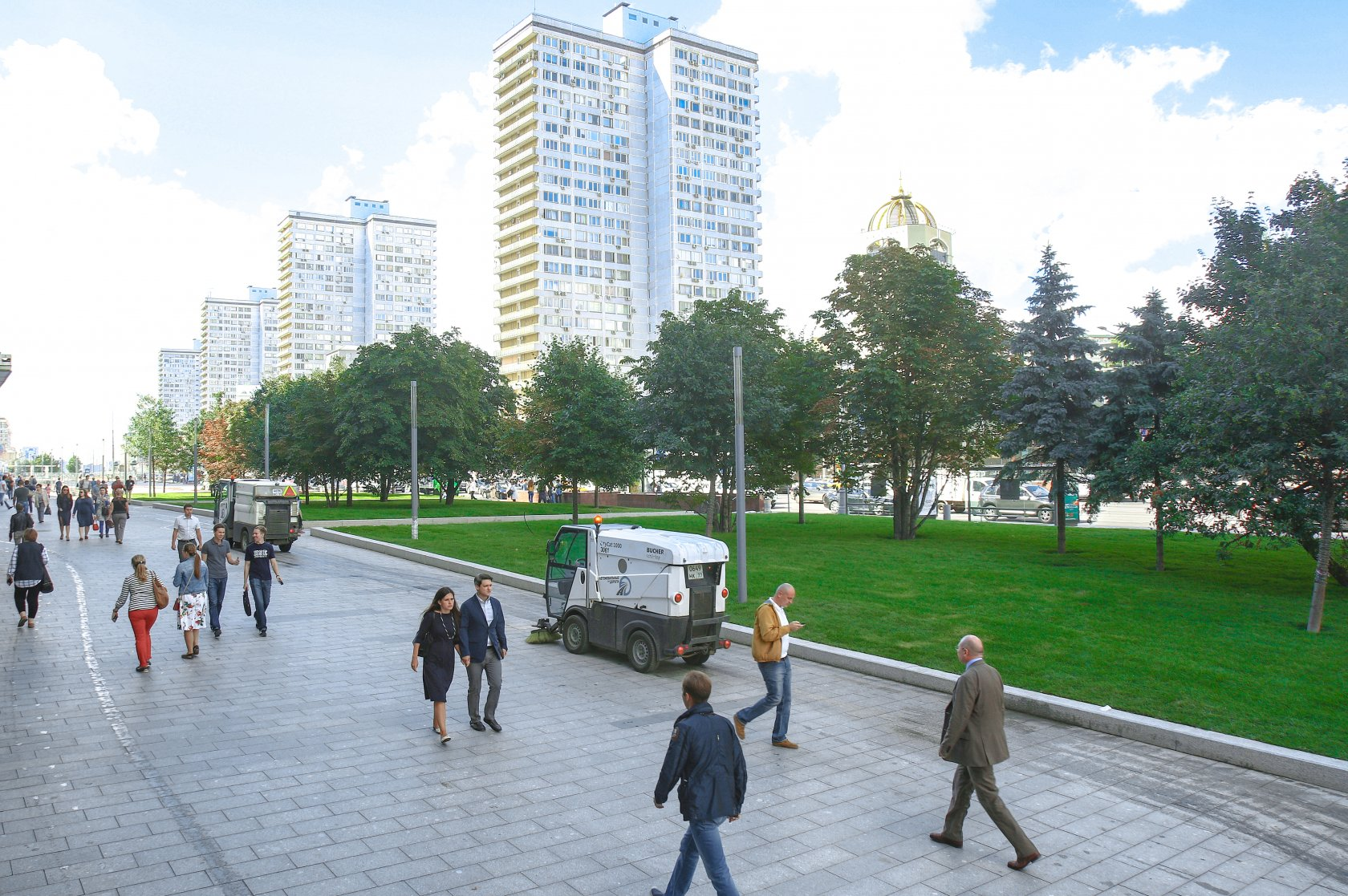
A sugárút „gyalogjárdája” 2016 után
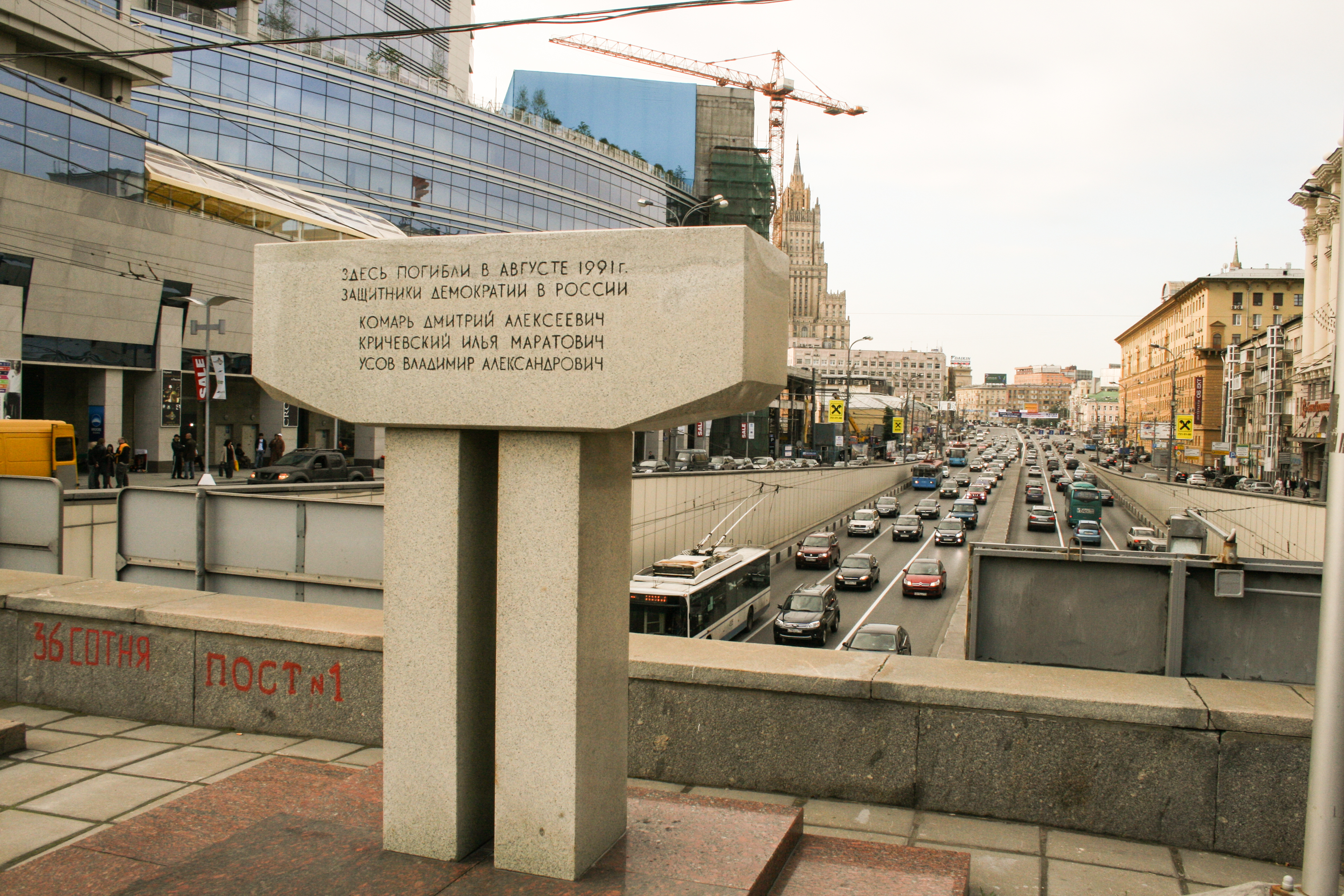
Az 1991-es puccs során elesettek emlékműve
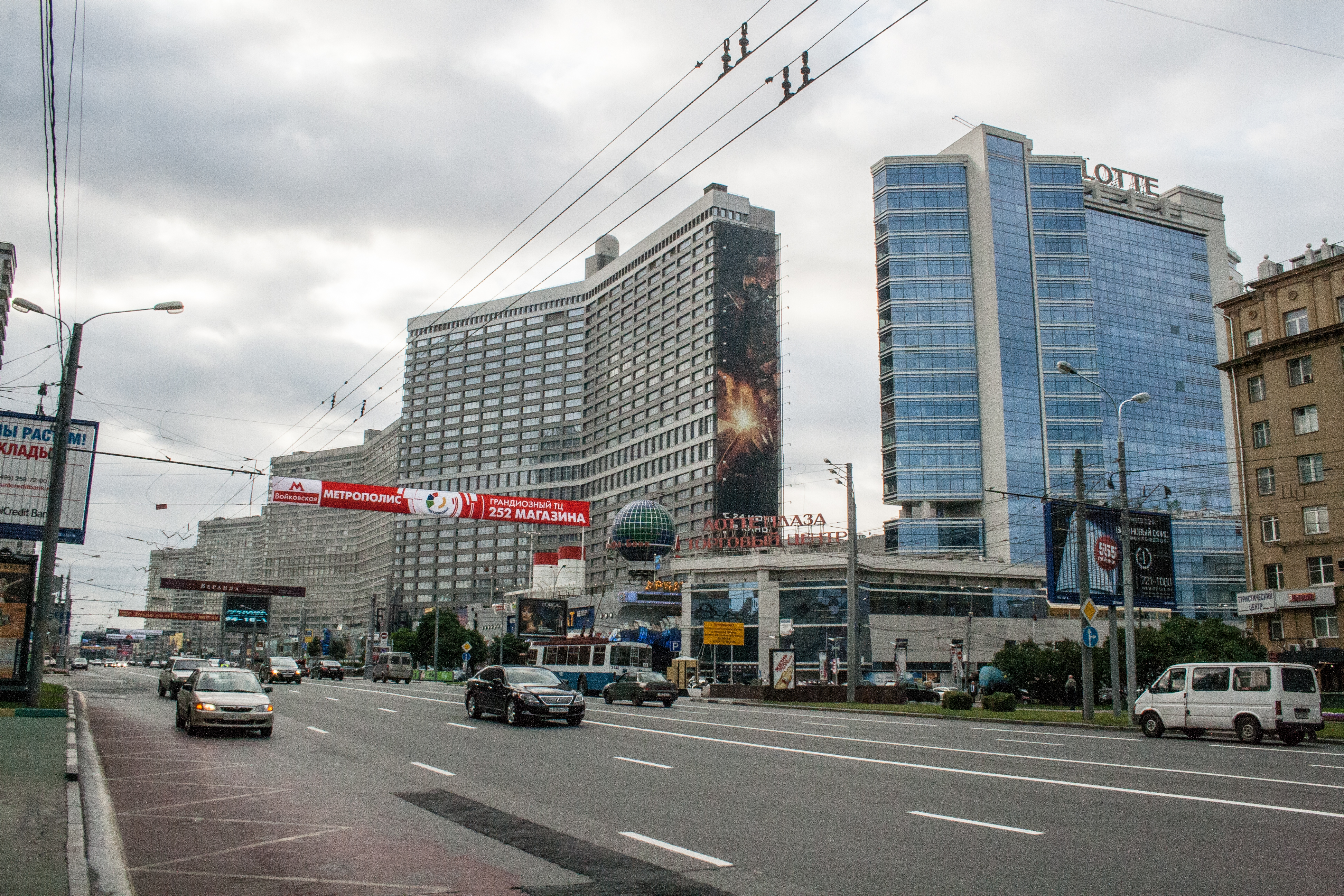
Az Új Arbat „régi” épületei és egy új

## Fordítás
- Ez a szócikk részben vagy egészben a Новый Арбат című orosz Wikipédia-szócikk ezen változatának fordításán alapul.  Az eredeti cikk szerkesztőit annak laptörténete sorolja fel. Ez a jelzés csupán a megfogalmazás eredetét és a szerzői jogokat jelzi, nem szolgál a cikkben szereplő információk forrásmegjelöléseként.